# Premier ministre de la Corée du Sud
Le Premier ministre de la Corée du Sud (en hangeul : 국무총리 ; hanja : 國務總理 ; RR : Gukmuchongri) occupe le poste de vice-chef du gouvernement sud-coréen, sans être chef du gouvernement.
Le titulaire actuel de la fonction est Kim Min-seok, depuis le 7 juillet 2025.